# Радиална кожна вена
Радиалната кожна вена (v. cephalica) е повърхностна вена на горния крайник, водеща началото си от венозната мрежа по лъчевата тръбна страна на ръката. От там тя се насочва нагоре и по страничната бразда на двуглавия мишничен мускул достига до триъгълното поле между делтовидния и големия гръден мускул, където пробива фасцията и се влива в подмишничната вена.